# 卡斯坎特德尔里奥
卡斯坎特德尔里奥，是西班牙阿拉贡自治区特鲁埃尔省的一个市镇。总面积33平方公里，总人口71人（2018年），人口密度3人/平方公里。